# Riven
Riven: The Sequel to Myst (of Riven), is het tweede spel in de Myst-serie en directe opvolger van het computerspel Myst. Riven kwam uit in 1997 na een periode van vier jaar ontwikkeling.
Alle beelden zijn vooraf gerenderd, zodat het spel neerkomt op een interactieve diashow. Hierin houdt het de stijl van de voorganger Myst in ere. Net als in Myst kan de speler niet sterven, maar wel voor een alternatieve afloop zorgen. Eén daarvan verschilt niet veel van sterven alhoewel er geen bloedige elementen in verwerkt zijn. In totaal zijn er zeven alternatieve einden in het spel.
Naast de initiële pc- en Mac-versie op cd, kwam het spel enkele jaren later uit op dvd met hogere beeldkwaliteit, en is het spel later overgezet naar andere platforms, zoals de PlayStation, Sega Saturn, en later iOS-gebaseerde apparaten. In 2024 verscheen een remake van het spel.

## Plot
Het verhaal van Riven vindt direct plaats na de gebeurtenissen van Myst, en vindt vrijwel geheel plaats in de Age of Riven. Deze wereld was de vijfde wereld die antagonist Gehn schreef, en werd gevolge de Fifth Age genoemd. Gehn werd in deze wereld opgesloten door zijn zoon Atrus, totdat Atrus Age 233 schreef. Riven speelde een belangrijke rol in het leven van Atrus, en het was de wereld waar zijn vrouw Catherine vandaan kwam.
Het doel van het spel is Gehn opsluiten, Catherine bevrijden en vervolgens Atrus informeren. Alleen dan zal de speler de beste afloop behalen.

## Gameplay
Riven is net als zijn voorganger een wijs-en-klik-spel dat wordt gespeeld vanuit een eerste-persoon perspectief. De speler moet zijn omgeving zien te verkennen en puzzels oplossen die in de wereld zijn te vinden. Door het bedienen van mechanische valkuilen en ontcijferen van codes en symbolen kan het uiteindelijke doel worden gehaald.
Om te kunnen bewegen klikt de speler met de muis in de gewenste richting. De muiscursor ziet eruit als een hand met een (van de gebruiker afgericht) wijzende wijsvinger, overeenkomstig met de muiscursors van Apple Macintosh systemen uit die periode. De muiscursor verandert in bepaalde gevallen in een grijpende hand, wanneer daarbij passende interactie met een voorwerp mogelijk is.

## Hoofdpersonen
Belangrijke personen in het spel zijn:
- De speler, deze moet de eilanden ontdekken en puzzels oplossen om het spel tot een goed einde te brengen.
- Atrus, de hoofdpersoon die de speler moet zien te bevrijden uit zijn gevangenis in D'ni.
- Gehn, vader van Atrus en strenge regent binnen de wereld van Riven.
- Catherine, de vrouw van Atrus die zit opgesloten op Prison island.

## Spel

D'ni cijferschrift

Het spel begint met een korte introductie van Atrus, die de speler vervolgens op zoektocht stuurt door hem naar de Age of Riven te sturen. Daar is het aan de speler om uit te zoeken hoe deze Gehn kan opsluiten en Catherine bevrijden. Gaandeweg komt men voorwerpen en objecten tegen die kunnen helpen om de puzzels op te lossen. Over het spel is volgens de makers goed nagedacht, en alles heeft een doel gekregen. Nauwkeurig observeren en nadenken is dan ook de sleutel om het spel tot een goed einde te brengen. Het spel kent vele verborgen elementen, en puzzels zijn subtiel verwerkt in de omgeving, zodat de speler soms niet door heeft dat hij te maken heeft met een aanwijzing.
Riven is doordrenkt van historie, en niet alleen op het eiland zelf. De verhaallijnen die erin terug te vinden zijn gaan over de hoofdpersonen, het eiland zelf, alsmede over een invloedrijke stam genaamd de D'ni. Volledige kennis van de achtergronden is niet noodzakelijk om het spel uit te spelen, wel is er kennis nodig van het D'ni cijferschrift om een puzzel in het spel op te lossen. Op Jungle island is via een onderzeeër een eenvoudige school te bezoeken waar de speler dit cijferschrift kan leren.
Er zijn in Riven vijf eilanden terug te vinden, met elk hun eigenschappen, voorwerpen en bezienswaardigheden. De officiële eilandnamen zijn: Temple island, Jungle island, Survey island, Book assembly island, en Prison island. Daarnaast zijn er twee Ages waarnaartoe kan worden gelinkt, dit zijn Tay en Age 233.

## Muziek
Componist Robyn Miller schreef de muziek voor Riven, en maakte hiervoor gebruik van een Korg Trinity en Yamaha VL-1 synthesizer. Miller ontwikkelde voor de drie hoofdpersonen, Atrus, Catherine en Gehn, een leidmotief. Verder gaf Miller aan dat het schrijven van de muziek een uitdaging was, vanwege het niet-lineaire spelverloop. Spelers konden de wereld immers vrij verkennen. In totaal werden er 20 nummers op cd gezet, die uitkwam op 24 februari 1998.

## Vijf
Het getal vijf is een aanwezig cijfer op Riven en komt vele malen voorbij. Sommige zijn opzettelijk bedoeld door Gehn.
- Riven is Gehns Vijfde Age,
- De naam heeft vijf letters,
- Het symbool is het D'ni-cijfer '5' op een ster met vijf kanten,
- Er zijn vijf eilanden,
- Er zijn vijf gilden in Riven,
- Het spel kwam op vijf cd's.

## Grafisch
Riven werd gerenderd met het programma Mental Ray en bevat in totaal ruim drie uur video en bijna 5000 beelden. Vooral het renderen bleek een lastige taak en hier zijn 18 aparte werkstations voor gebruikt. Er werden foto's gemaakt in Santa Fe die later als textuurmapping op 3D-modellen zijn geplaatst om de wereld een realistisch, ruw en minder plastic uiterlijk te geven.
Het spel maakt gebruik van vooraf gerenderde beelden, die worden gemixt met videobeelden om het spel zo minder vlak te laten lijken. De videobeelden zijn opgenomen met een blauw scherm, dat later werd verwijderd zodat de beelden vermengen met de achtergrond. Ook zijn er subtiele procedurele animatie-effecten toegevoegd zoals vliegende insecten en waterrimpelingen.

## Platforms
| Jaar | Platform                     |
| ---- | ---------------------------- |
| 1997 | Mac OS, PlayStation, Windows |
| 1998 | Sega Saturn                  |
| 2005 | Windows Mobile               |
| 2010 | iOS (iPhone)                 |
| 2013 | iOS (iPad)                   |
| 2017 | Android                      |
| 2024 | Windows, Mac, Quest (remake) |

## Kritiek en nalatenschap
Riven werd geroemd vanwege de buitengewone beelden en muziek, maar er was ook enige kritiek vanwege de hoge moeilijkheidsgraad van enkele puzzels. Ook was er te weinig vernieuwing in het spel zelf te vinden.
Ondanks het succes van het spel, gingen de broers Miller uiteindelijk elk hun eigen richting, om volgens eigen zeggen niet vast te zitten aan Myst-achtige spellen. Het eerstvolgende spel in de Myst-serie was Myst III: Exile uit 2001. Dit spel werd uiteindelijk door Ubisoft ontwikkeld.

## Ontvangst
Riven werd positief ontvangen in recensies waarbij de pc-versie op verzamelwebsite Metacritic een score behaalde van 83%. Er werden 1,5 miljoen exemplaren van het spel in het eerste jaar verkocht, en werd het bestverkochte spel van 1997. In 2001 waren er al meer dan 4,5 miljoen exemplaren verkocht.
| Beoordeeld door                | Platform    | Datum            | Score |
| ------------------------------ | ----------- | ---------------- | ----- |
| Just Adventure                 | Macintosh   | 21 augustus 2002 | 100%  |
| Quandary                       | Windows     | november 1997    | 100%  |
| Jeuxvideo.com                  | Windows     | 4 maart 2011     | 95%   |
| JeuxVideoPC.com                | Windows     | 6 mei 2006       | 90%   |
| Adrenaline Vault, The (AVault) | Windows     | 18 januari 1998  | 90%   |
| AppSafari                      | iPhone      | 3 februari 2011  | 80%   |
| GameSpot                       | Windows     | 3 november 1997  | 78%   |
| Computer Gaming World (CGW)    | Windows     | januari 1998     | 70%   |
| GameSpot                       | PlayStation | 14 mei 1998      | 55%   |
| All Game Guide                 | Macintosh   | 1998             | 50%   |

## Remake
In 2022 kondigde Cyan aan bezig te zijn met een remake van Riven. Het spel is uitgebracht op 25 juni 2024 voor meerdere platforms, waaronder ook voor VR. Het werd in samenwerking ontwikkeld met The Starry Expanse, een fangroep, die de spelwereld volledig opnieuw natekende in 3D met de Unreal Engine. Ook de personages in het spel zijn vervangen door 3D-modellen, dit vanwege de lage resolutie in het origineel. Daarbij zijn enkele nieuwe puzzels en elementen toegevoegd.